# Evgueni Vesnik
Evgueni Iakovlevitch Vesnik (en russe : Евгений Яковлевич Весник), né le 15 janvier 1923 à Pétrograd (ex-Saint-Pétersbourg) et mort le 10 avril 2009, est un acteur et metteur en scène soviétique puis russe.

## Biographie
Evgueni Vesnik nait à Pétrograd dans la famille de Yakov Vesnik, un mécanicien qui deviendra plus tard le premier directeur de l'usine sidérurgique de Krvoï Rog basée à Krivoï Rog, la famille ira donc s'installer dans cette ville. Lors des grandes purges le père sera exécuté et la mère déportée au Kazakhstan en 1937. Evgueni est envoyé à un orphelinat spécial pour les enfants des ennemis du peuple. Il réussit à s'enfuir et grâce à la protection de Mikhaïl Kalinine qui connaissait son père, réussit à récupérer l'appartement de ses parents. Dès l'âge de quinze ans et demi, il travaillait comme apprenti dans l'atelier de fabrication des masques à gaz.
En 1942, il est appelé dans l'Armée rouge et suit une formation à l'École d'artillerie et en ressort avec le grade de sous-lieutenant. En juin 1944, il est envoyé sur le front et participe notamment à la bataille de Königsberg . Il reçoit plusieurs ordres militaires et des médailles.
En 1948, il est diplômé de l'École supérieure d'art dramatique Mikhaïl Chtchepkine et intègre la troupe du théâtre dramatique Stanislavski de Moscou. À partir de 1954, il travaille au Théâtre de la Satire, où il restera jusqu'en 1963 et sera le premier interprète d'Ostap Bender en URSS qu'il jouera un total plus de six cents fois.
Depuis 1963, Vesnik est acteur du Théâtre Maly, qu'il quitte en 1992. Parallèlement en 1981-1990, il a joué sur scène du Théâtre dramatique Sphère (ru) de Moscou.
Aussi bien au Théâtre de la Satire qu'au Théâtre Maly, Evgueni Vesnik est également engagé dans la mise en scène. En 1990, sur la scène du Théâtre dramatique et musical de Krivoï Rog, il a mis en scène une pièce sur le sort de ses parents Nettoyage, basée sur la pièce de V. Kozak.
En 1955, Sergueï Ioutkevitch lui offre son premier rôle à l'écran, dans l'adaptation d'Othello. Sa carrière compte plus de 80 rôles, il a travaillé aussi sur le doublage des films et dessins animés. Il a beaucoup travaillé à la télévision et à la radio où il incarne le commissaire Maigret dans une série de spectacles radiophoniques en 1976-1993.
Evgueni Vesnik est l'auteur de vingt livres et plusieurs scénarios pour la radio et la télévision. Il a été membre de l'Union des Cinéastes de l'URSS, de l'Union des personnalités théâtrales de la fédération de Russie, de l'Union des écrivains soviétiques.
Le 7 avril 2009, il a eu un accident vasculaire cérébral. Le 10 avril il est mort dans un hôpital à Moscou. Il sera enterré le 14 avril au cimetière Troïekourovskoïe.

## Récompenses
- ordre du Mérite pour la Patrie de 4e classe (1998)
- ordre du Drapeau rouge du Travail
- ordre de l'Amitié des peuples (1983)
- ordre de la Guerre patriotique de 2e classe (1985)
- ordre de l'Étoile rouge (1945)
- médaille du Courage (1944, 1945)
- Artiste du peuple de l'URSS (1989)
- Médaille pour la victoire sur l'Allemagne (1945)

## Filmographie
- 1964 : La Lumière d'une étoile lointaine (Свет далёкой звезды) : colonel
- 1955 : Othello (Отелло) de Sergueï Ioutkevitch : Roderigo, noble vénitien
- 1968 : Les Nouvelles Aventures des insaisissables(Новые приключения неуловимых) de Edmond Keossaian : colonel
- 1979 : Le Thème (Тема, Tema) de Gleb Panfilov : écrivain
- 1979 : La Chauve-Souris de Yan Frid : le procureur
- 1995 : Chirli-Myrli (Ширли-мырли) de Vladimir Menchov : médecin

### Doublage
- 1981 : Le Chien botté (Пёс в сапогах) de Efim Gamburg : chat du cardinal de Richelieu